# Choukri Djibah
Choukri Houssein Djibah ist eine Politikerin und Frauenrechtsaktivistin in Dschibuti.

## Karriere
Djibah ist Direktorin für Gender für das Ministerium für Frauen und Familie in Dschibuti. In Absprache mit anderen Regierungsmitgliedern in Dschibuti und den Vereinten Nationen hat sie Programme und Unterstützungsmaßnahmen für Geschlechtergerechtigkeit in ihrem Land entwickelt. Sie hat sich für bessere Lebens- und Arbeitsbedingungen für Frauen in Dschibuti eingesetzt und forderte unter anderem ein Ende der Diskriminierung von Frauen. Sie war Mitglied in Beratungsgremien, die sowohl für die Regierung, als auch für die UN Empfehlungen zur Gleichstellung von Frauen abgegeben haben. 2011 vertrat sie Dschibuti auf der Konferenz „Women in Business“ der Intergovernmental Authority on Development (IGAD).
Im Mai 2015 startete Djibah das Projekt SIHA (Strategische Initiative für das Horn von Afrika – Strategic Initiative for the Horn of Africa), welches die wirtschaftliche Leistungsfähigkeit von Frauen in Dschibuti unterstützen und stärken soll und mit einem Zuschuss von 28 Mio. Dschibuti-Francs von der Europäischen Union finanziert wird. Im Jahr 2019 zeigten Untersuchungen der Afrikanischen Entwicklungsbank in Zusammenarbeit mit Djibahs Ministerium, dass zwar Fortschritte bei der Gleichstellung der Geschlechter erzielt worden waren, das Bildungsniveau der Frauen jedoch um 20 % niedriger war als das der Männer.

### Kontroverse
Nach öffentlicher Kontroverse gab Djibah 2019 ihren 25-prozentigen Anteil an der Horn of Africa Logistics and Trading Group auf.